# Most People Are Good
«Most People Are Good» — песня американского кантри-певца Люка Брайана, вышедшая в качестве 2-го сингла с его шестого студийного альбома What Makes You Country (2017). Авторами песни выступили David Frasier, Эд Хилл и Джош Кер. Тираж песни к марту 2018 года достиг 106,000 копий в США и она достигла позиции № 1 в кантри-чарте Billboard Country Airplay.

## История
В своей песне Брайан повествует о том позитивном, что есть в мире.
Брайан сказал, что он был «очарован» когда в первый раз услышал песню, и что «Это было то, что я чувствовал, что людям всегда нужно быть уверенными, что есть путь, более хороший, чем негативный».
Песня получила положительные отзывы музыкальной критики и интернет-изданий, в том числе от Leeann Ward из издания Country Universe давшей рейтинг уровня «A» («хорошая мелодия, продуманные содержание и качество записи») и от Markos Papadatos из журнала Digital Journal, давшего столь же высокий рейтинг («Можно действительно услышать сердце Брайана в этой песне»).

## Чарты и сертификации

### Еженедельные чарты
| Чарт (2018)                         | Высшая позиция |
| ----------------------------------- | -------------- |
| Канада (Billboard Canadian Hot 100) | 90             |
| Канада (Billboard Country)          | 1              |
| США (Billboard Hot 100)             | 47             |
| США (Billboard Country Airplay)     | 1              |
| США (Billboard Hot Country Songs)   | 5              |

## Сертификации
| Регион | Сертификация | Продажи   |
| --- | ------------ | --------- |
| США (RIAA) | Платиновый   | 1 000 000 |
| * Данные о продажах приведены только на основе сертификации. · ^ Данные о тиражах приведены только на основе сертификации. · Данные о продажах + прослушиваниях приведены только на основе сертификации. |              |           |